# Бретонці
Брето́нці (брет. Brezhoned, фр. Bretons) — народ кельтського походження, основне населення історичної області Бретань на північному заході Франції.

## Територія проживання, основні групи і чисельність

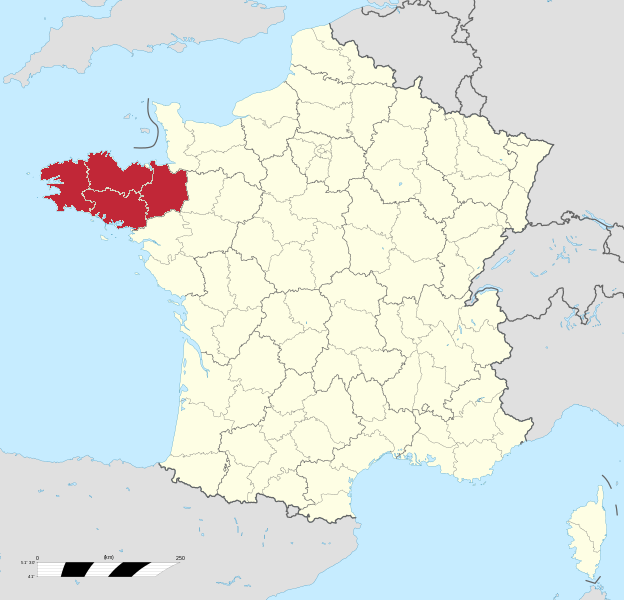
Бретань на мапі Франції

Бретонці живуть у Франції, переважно і історичному регіоні Бретань (північно-західна Франція).
Бретань історично поділена на дві частини — Нижню (Західну) Бретань і Горішню (Східну) Бретань.
Адміністративно на землях колишньої Бретані Горішньої та Нижньої розташовані департаменти Фіністер, Кот-д'Армор, Іль і Вілен і Морбіан.
Чимала бретонська громада проживає також у Канаді, здебільшого у франкомовному Квебеку. Також бретонці живуть у США, Аргентині тощо.
Загальна чисельність бретонців у світі — понад 6–8 млн осіб, з яких власне у Бретані понад 3 млн осіб (оцінка на 2013 р.).

## Мова і релігія

Бретонський прапор

Мова бретонців — бретонська, кельтської групи і є вкрай важливою частиною бретонської ідентичності. Єдиної літературної мови бретонці не мають, натомість є 4 основних діалекти, якими послуговуються в різних частинах краю. Серед бретонців поширена також, через низку історичних причин, французька.
Історично бретонці Нижньої Бретані є бретонськомовними, а бретонці Горішньої Бретані — франкомовними.
За віросповіданням бретонці здебільшого католики.

## Історія

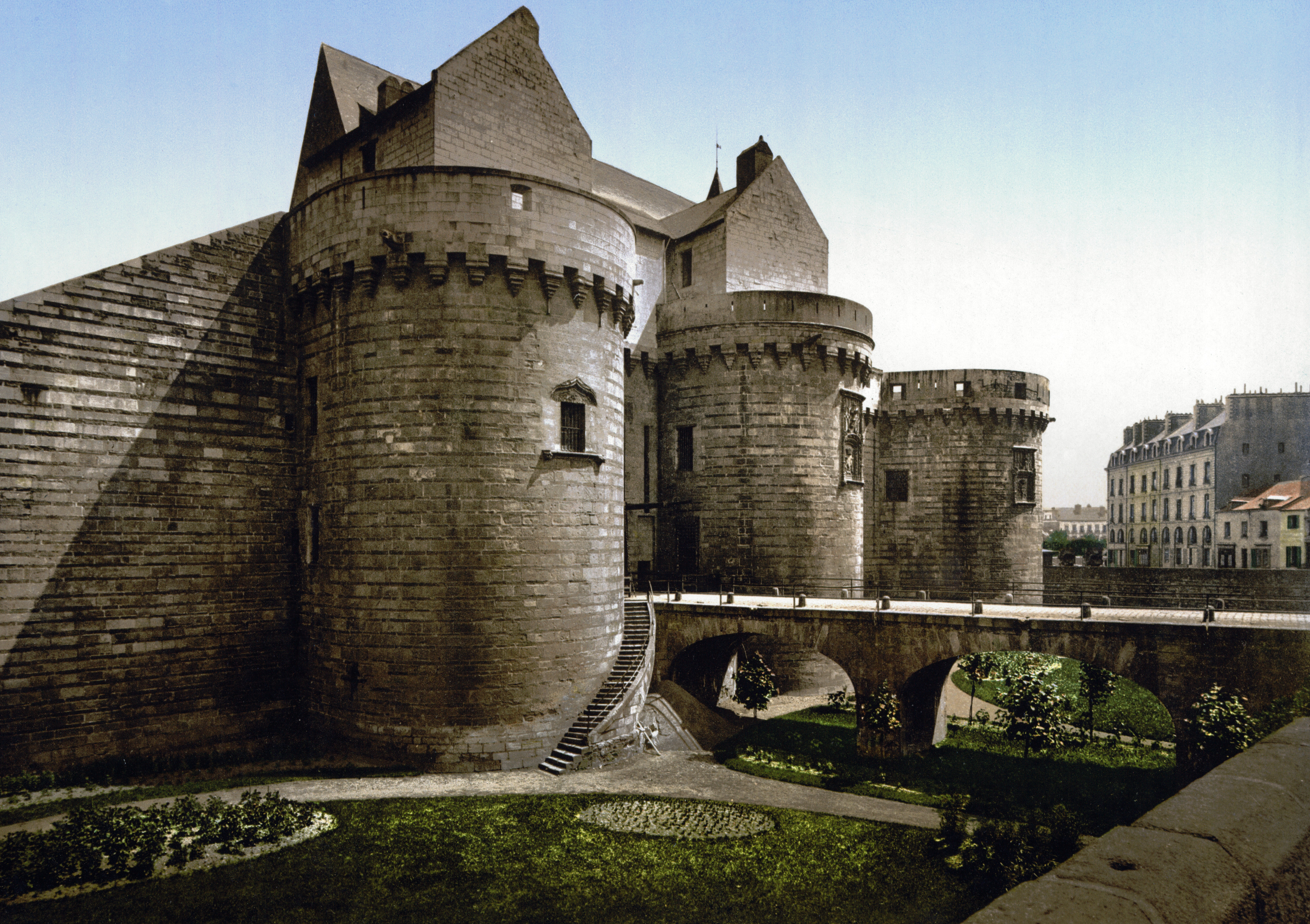
Замок бретонських герцогів, фото кін. XIX — поч. XX ст.

Бретонці — нащадки кельтів, які, починаючи з IV ст., активно переселялися до півострова Арморика з Великої Британії, переважно з південного заходу сучасної Англії й півдня Уельсу, під тиском англосаксів.
Уже в XI ст. бретонці заселили весь півострів від гирла Луари до затоки Мон-Сен-Мішель (Mont Saint-Michel) на півночі.
Тривалий час Бретань залишалася незалежною державою — спершу королівством, згодом герцогством, а самим бретонцям вдавалось успішно чинити опір французьким централізаторам. Однак після спустошливих набігів скандинавських піратів, Столітньої війни і тривалих воєн за бретонську земельну спадщину, ослабла Бретань унаслідок династичних шлюбів бретонських герцогинь і французьких королів у 1532 році ввійшла до складу Французького королівства.
Надалі бретонці активно асимілювалися французами. Було скасовано бретонську автономію, а 1789 року розпущено бретонський парламент. Після придушення бретонського повстанського руху республіканською Францією, все бретонське винищувалося. Попри це, зберігалися деякі міжкельтські зв'язки, особливо з Вельсом. Рух за відродження бретонської національної ідеї активізувався наприкінці XIX ст.

## Господарство
Основні заняття бретонців — рибальство і землеробство. Здавна бретонці відомі як вправні мореплавці. Традиційним є будування човнів, із промисловою революцією розвиток судноверфів.
З XVIII століття бретонці активно зайняті в промисловості.
У 2000-них 1/3 активного населення Бретані зайнята в сільському господарстві, серед його галузей домінує тваринництво (розведення великої рогатої молочної худоби, а також свинарство). Розвинене птахівництво. Район Нанта вважається осереддям овочівництва, тут же роблять деякі сорти червоних і білих вин.
Головною виробничою одиницею у сфері сільського господарства залишається родина, що володіє невеликим земельним наділом (фермою).
Розвиненими серед прибережних бретонців є рибальство, розведення устриць.
З галузей промисловості у Бретані панує харчова, зокрема молочна промисловість, що є найрозвиненішою у Франції. В останній третині XX століття великого значення набула індустрія туризму.

## Культура: матеріальна і духовна
Традиційні поселення бретонців — дисперсні. Села — невеликі, до яких входить декілька, а подеколи й лише одна ферма.

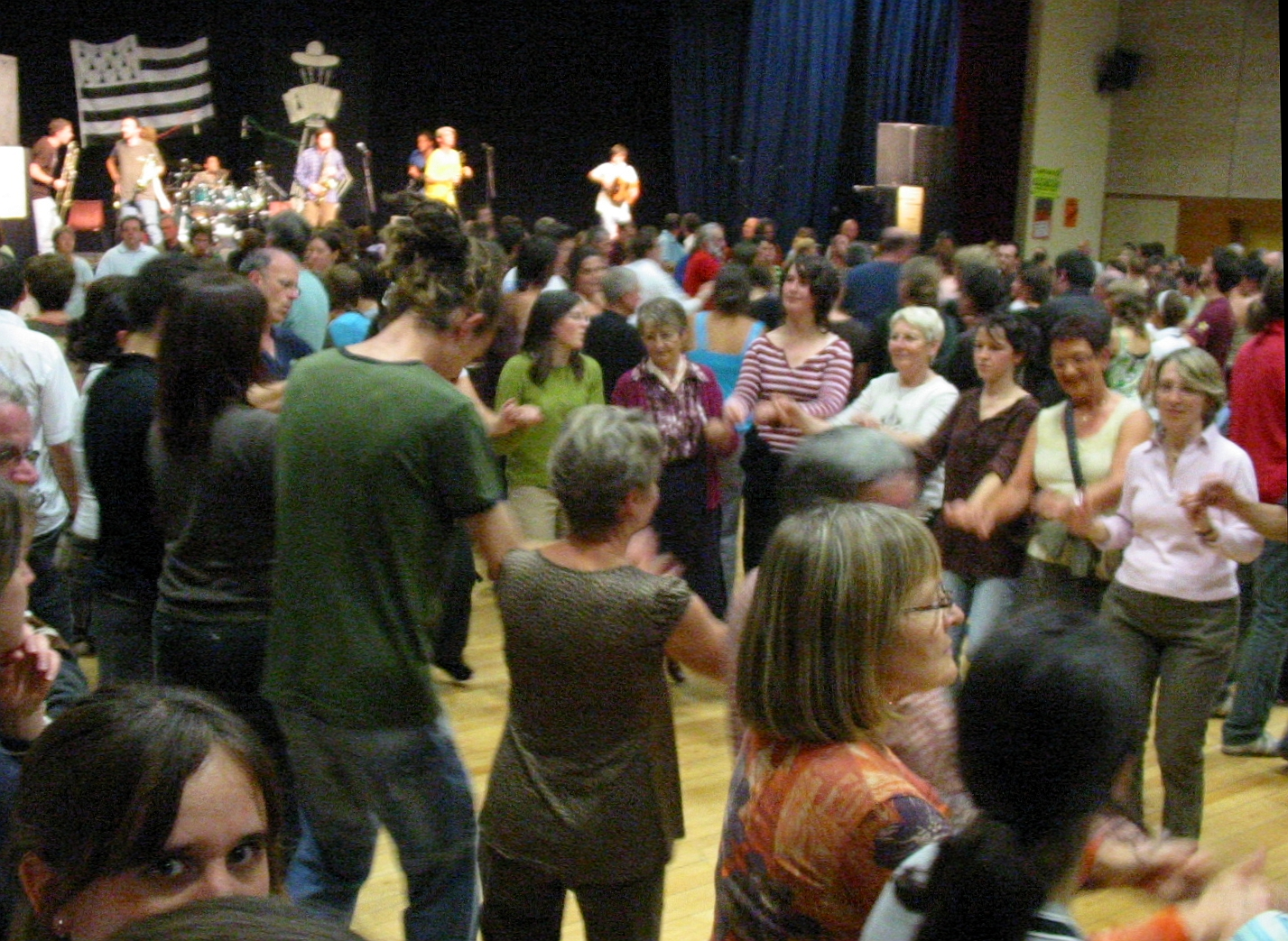
Фест-ноз на Pays Gallo у вересні 2007 року.

Традиційний бретонський будинок — видовжений і низький одноповерховий із горищем, з високим дахом, критим соломою або шифером, з високими пічними трубами. Кладка стін — з граніту і сланцю, рідше — глиняна, на узбережжі — стіни, білені вапном. Хатнє начиння — різьблені шафи, закриті двостулкові ліжка, скрині. Характерні численні придорожні розп'яття — кальвери (переважно XVI—XVII століть).

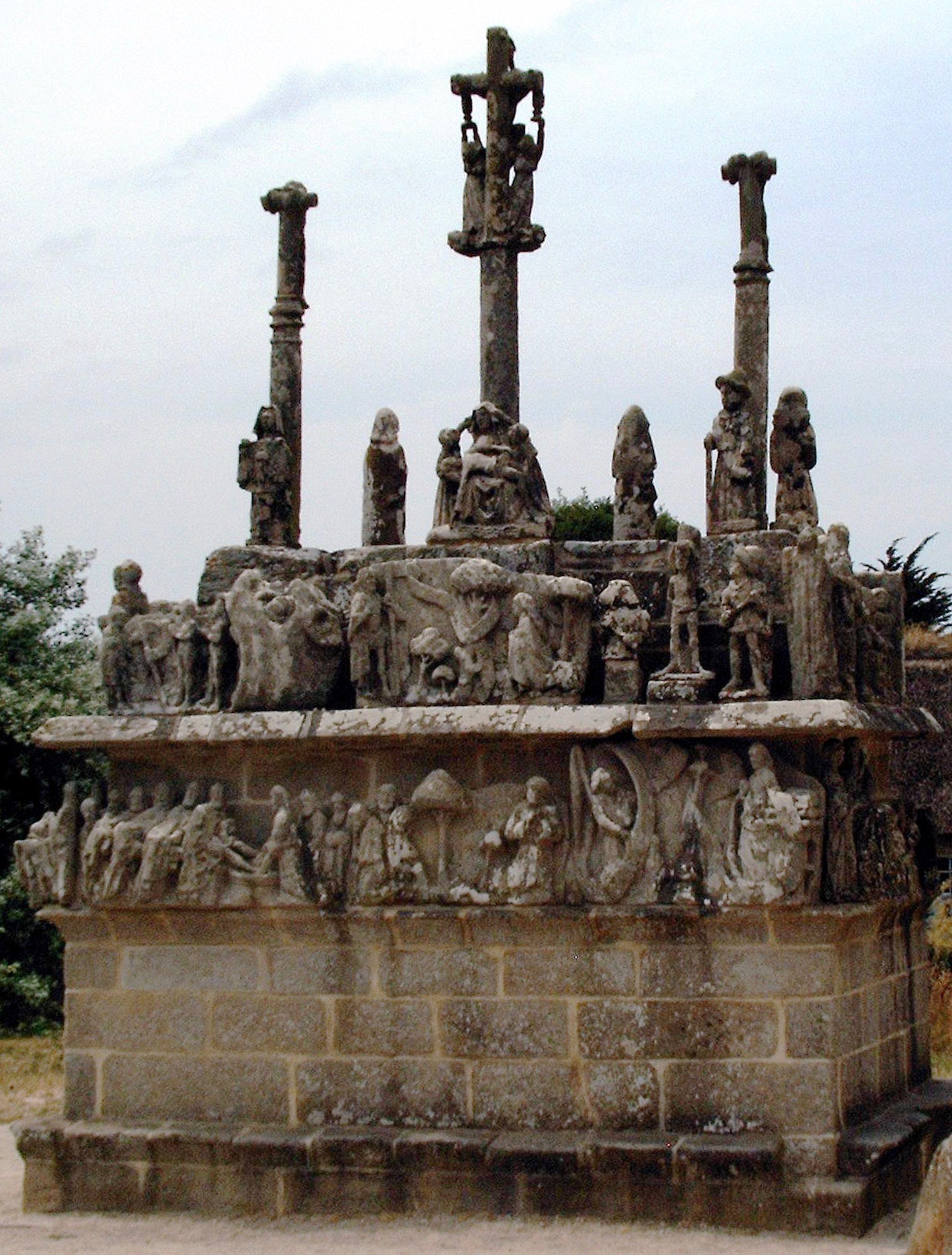
Кальвери можна знайти в численних селах.

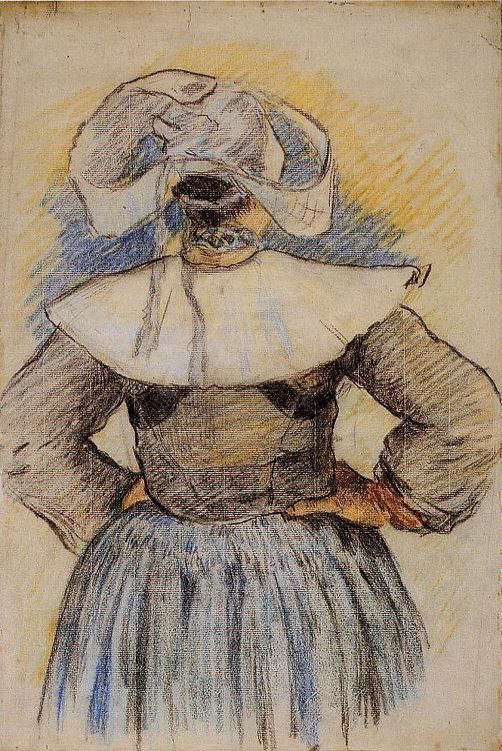
Бретонська дівчина, малюнок Гогена (1886)

Національний костюм бретонців мав характерні відмінності в різних кланів. Для жіночого костюма притаманними є чіпці (понад 60 різновидів), мереживні наколки, які зберігаються й донині, приталені ліфи та корсажі, широкі спідниці, фартухи з нагрудником, шалі й головні хустки, які часто носили і на плечах, мереживні коміри. Для чоловічого костюма характерні вузькі куртки різної довжини, жилети різних фасонів (з пластроном, відкриті, двобортні), які надягали по 2–4 штуки, сорочки, широкі штани, призібрані на поясі до колін, крислаті капелюхи, прикрашені оксамитовими стрічками, що вільно спадають ззаду або прикріплені до підкладки капелюха.
Основу бретонської традиційної кухні складають страви з картоплі (звичайно, від XIX століття), млинці, ґалети і каші (гречана, вівсяна), супи із салом, риба, устриці та інші морепродукти. Традиційним улюбленим напоєм є сидр.
Фольклорні свята бретонців — численні та різноманітні. Це — музичні фестивалі в Корнуаї, стародавнє свято врожаю фест-ноз, свято подяки, що є головним святом громади і присвячене святому-заступнику парафії. Популярними є народні танці (гавот, там-крейц, баль, пашпі та інші), які є переважно колективними, ця ж колективність характерна і для народних пісень. Традиційні музичні інструменти — гобой, бретонська волинка, сопілка, акордеон. Традиційний вид рукопашної боротьби бретонців — гуран; улюблений вид спорту — футбол.
У бретонців зберігається дуже багата усна традиція — від залишків міфологічних вірувань (у фантастичні істоти, наприклад Анку), легенд до казок і бувальщин, дбайливо записаних низкою бретонських фольклористів.

## Внесок до світової цивілізації

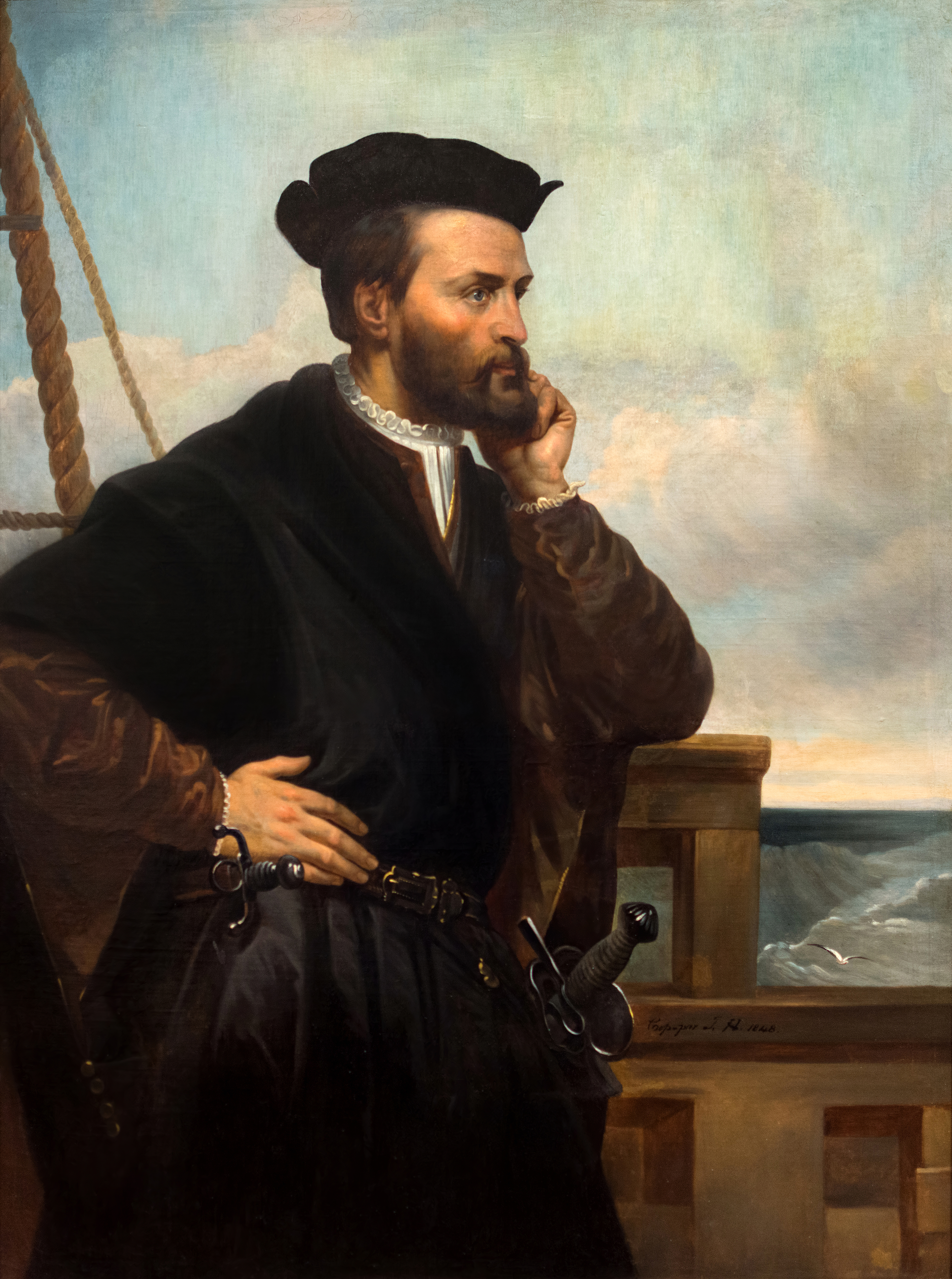
Жак Картьє

Етнічними бретонцями і/або з бретонським корінням у роду було чимало відомих французьких мореплавців і деякі з найвідоміших французьких письменників, зокрема:
- Анна I (герцогиня Бретані) (1477—1514) найвідоміша герцогиня Бретані, двічі коронована королева Франції.
- Жак Картьє (фр. Jacques Cartier *1491 — †1557) — першовідкривач Нової Землі й сучасної Канади (1534).
- Ів-Жозе Кергелен — першовідкривач архіпелагу Кергелен (1772).
- Франсуа-Рене де Шатобріан (фр. François-René de Chateaubriand; *1768 — †1848) — письменник, політик і дипломат, один із засновників романтизму у французькій літературі.
- Жуль Верн (фр. Jules Gabriel Verne; *1828 — †1905) — письменник-майстер пригодницького роману, що вважається одним із засновників жанру наукової фантастики в світовій літературі.
- Жан-Лу Кретьєн (фр. Jean-Loup Chrétien, перший космонавт Франції (червень–липень 1982).
- Джек Керуак — культовий американський письменник, поет, есеїст;
- Ів Роше — промисловець, засновник однойменної косметичної фірми.

## Світлини Бретані

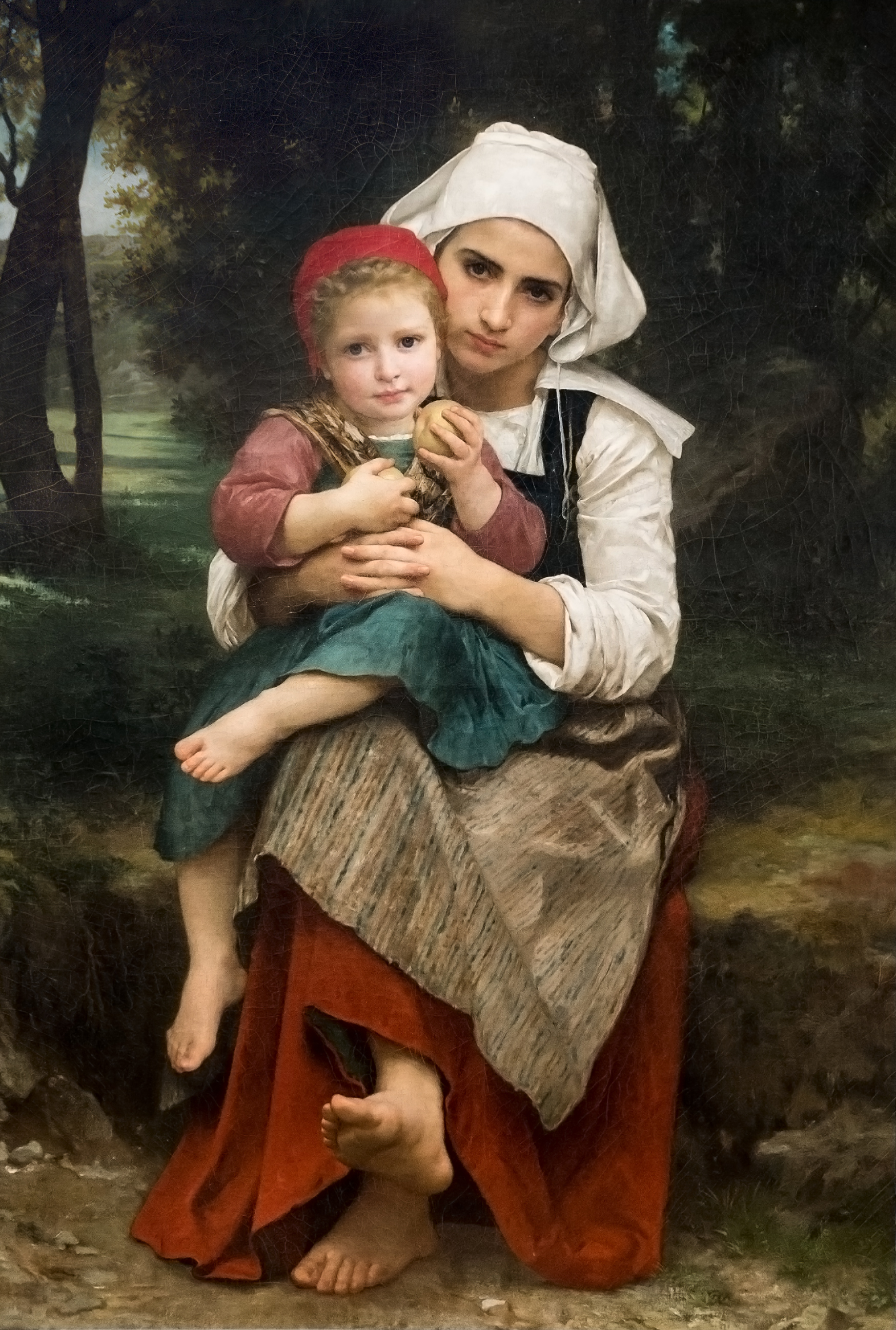
Адольф Вільям Бугро, Бретонська сестра з братом
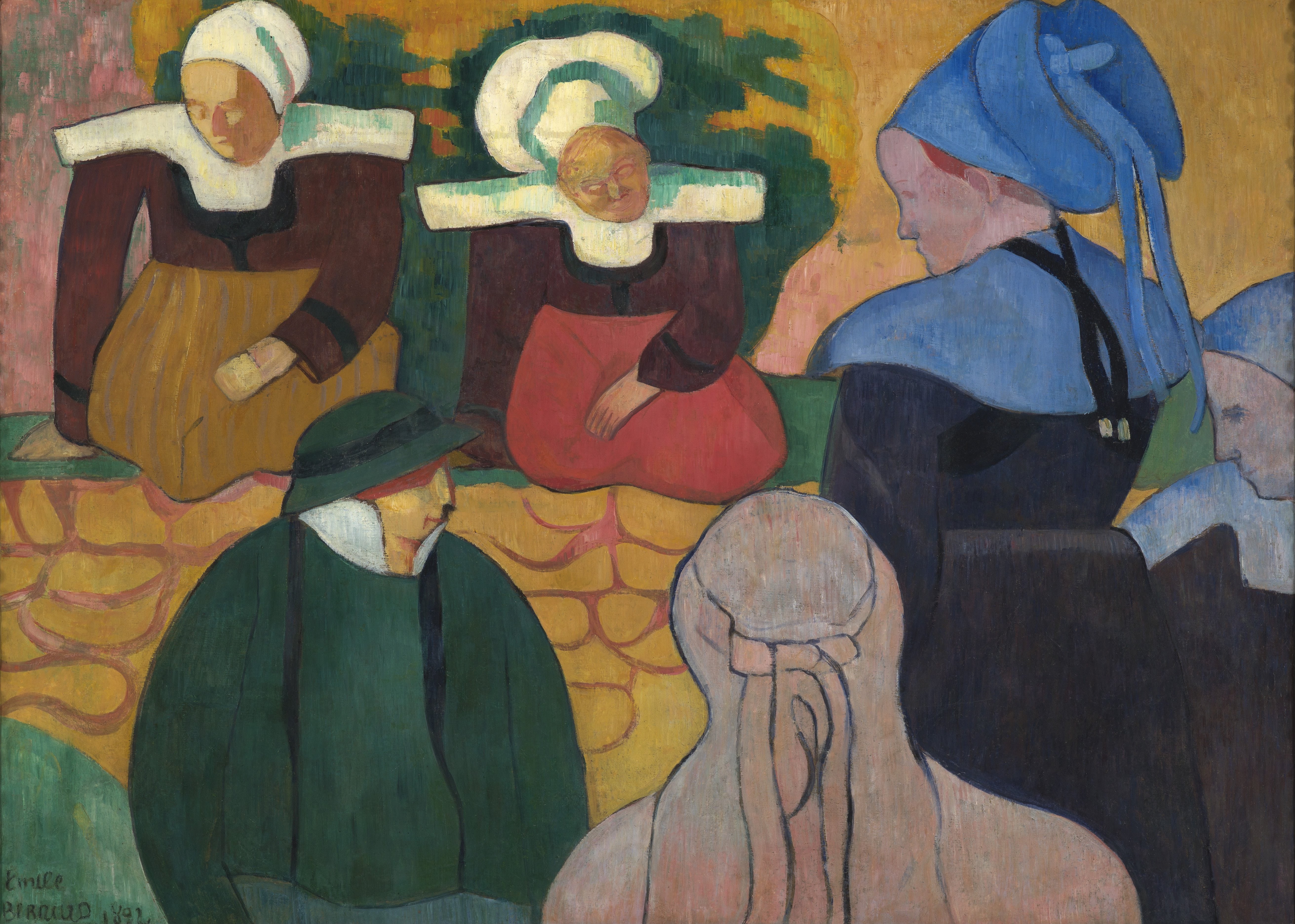
Еміль Бернар, Бретонські жінки на мурі
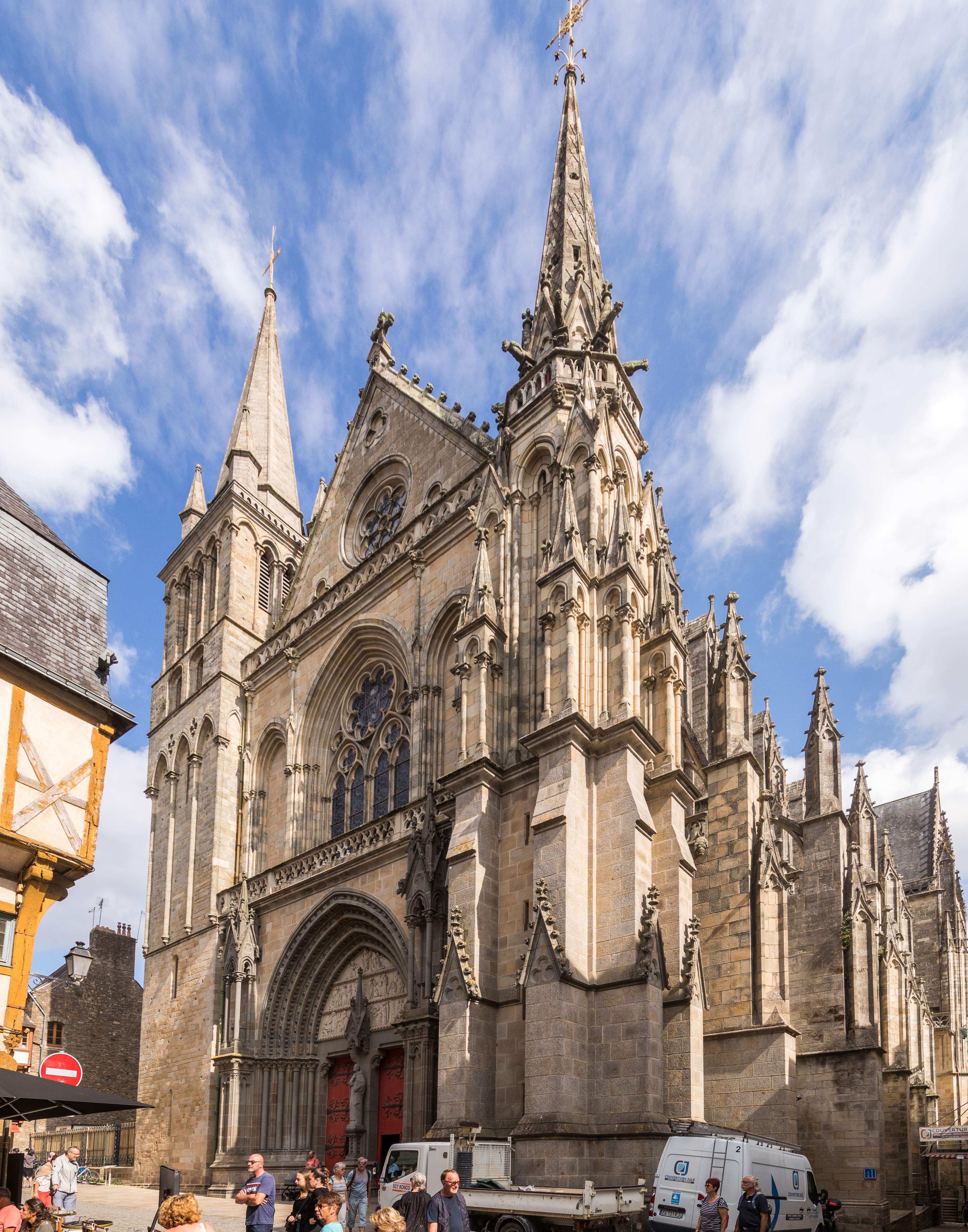
Ваннська катедра
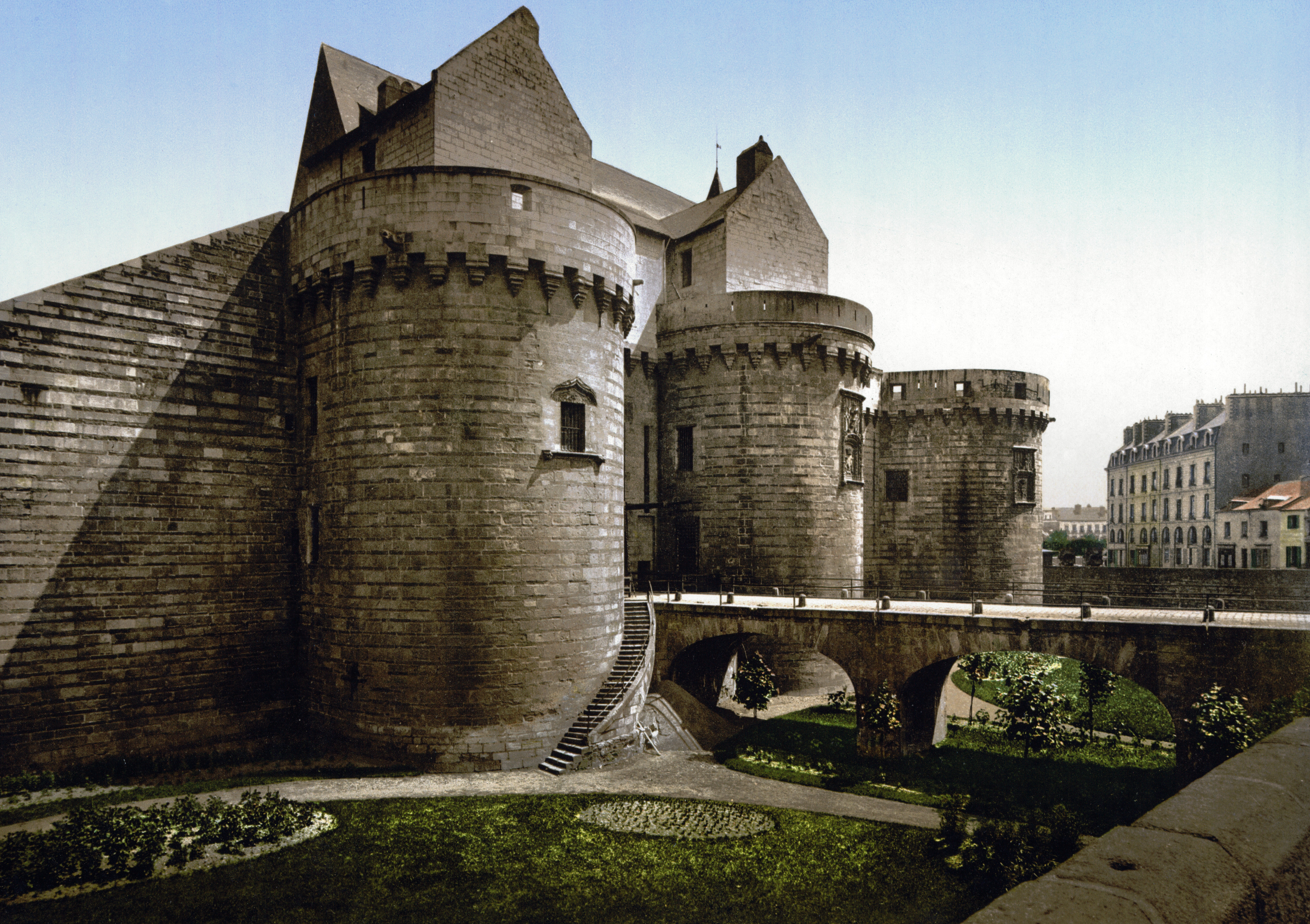
Замок герцогів Бретонських
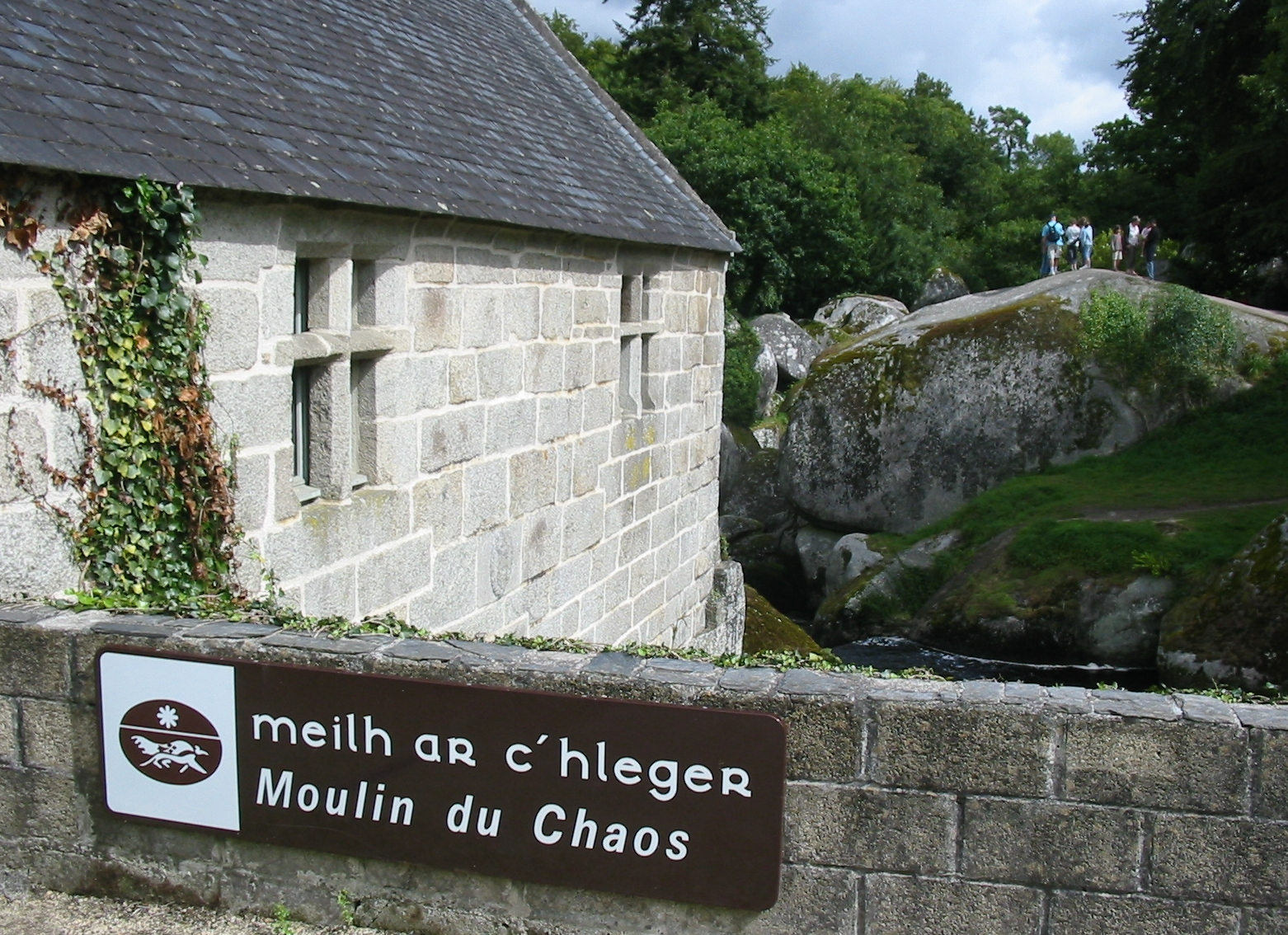
Юельгоа є прабатьківщиною родини Джека Керуака
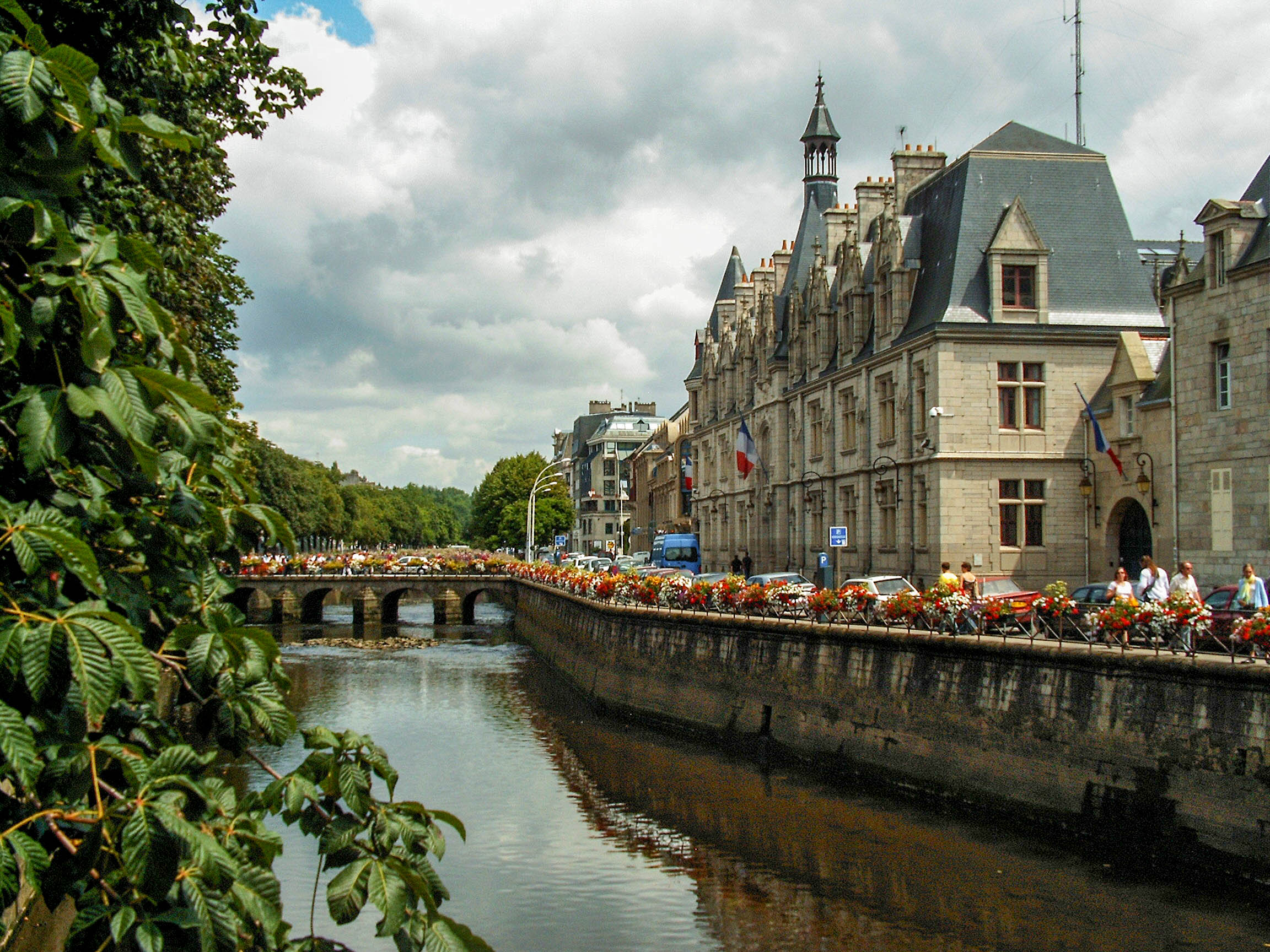
Місто Кемпер
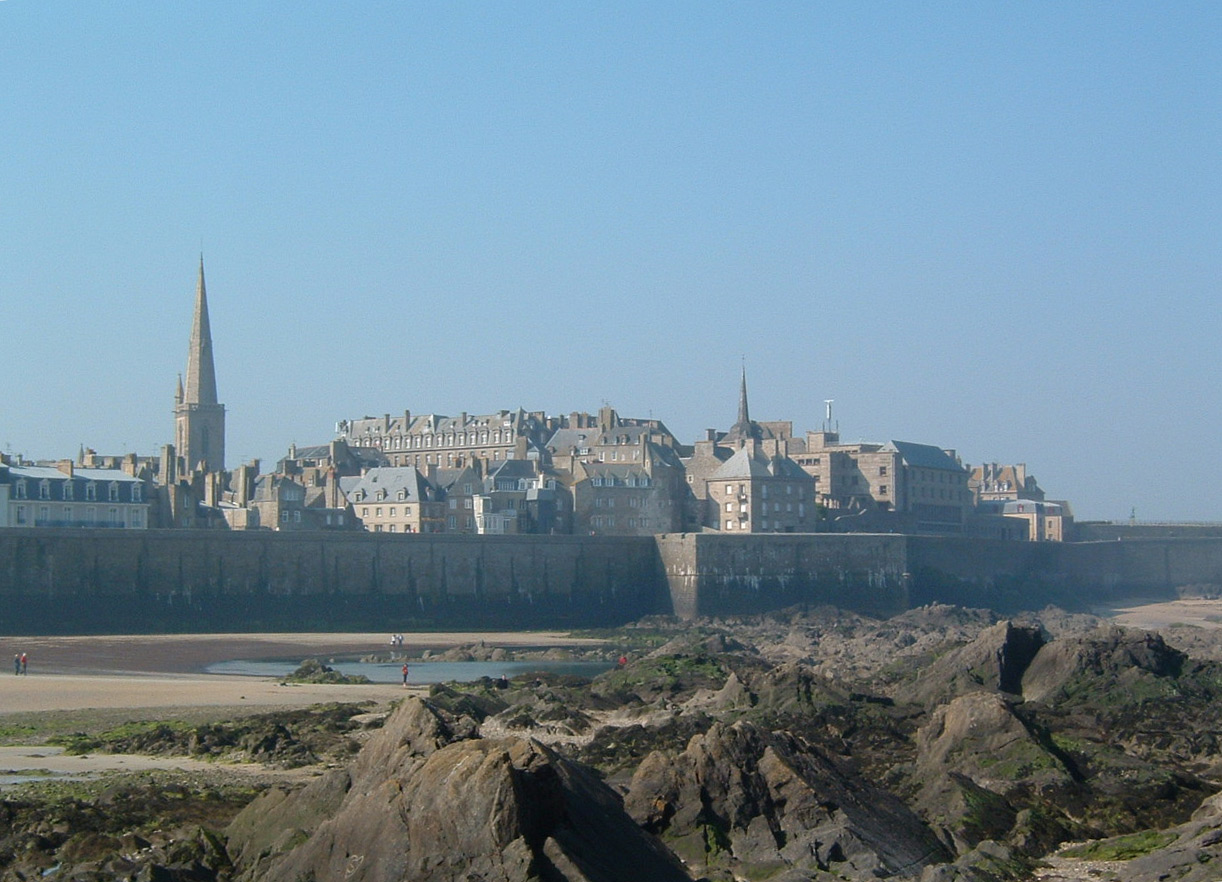
Місто Сен-Мало
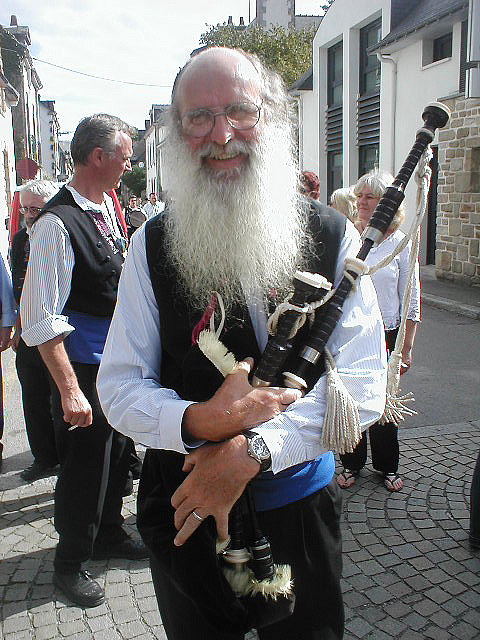
Бретонський музика з волинкою